# Simón Brauer
Simón Brauer (Quito, Ecuador, 22 de junio de 1973) es un fotógrafo y director de fotografía ecuatoriano. Autor del primer libro ecuatoriano de fotografía en 3D: «Quito Profundo».

## Biografía

### Estudios e inicios
Simón Brauer estudio la carrera de Radio y Televisión en la Universidad San Francisco de Quito, obteniendo un B.A en artes. Debido a que no existía la carrera de cine en el Ecuador junto a varios compañeros y profesores lucharon para lograr se habrá un minor en cine dentro de la universidad. De esa forma Brauer obtuvo su minor en cine. Durante ese proceso dirigió, fotografió y editó varios cortometrajes, videos musicales y documentales.
En el año 1998 obtiene un rol protagónico en la película ratas ratones y rateros de Sebastián Cordero, película que constituye un antes y un después en el cine ecuatoriano. Ese mismo año junto a un grupo de amigos, Iván Mora Manzano, Arturo Yépez , Javier Andrade y Masakazu Shirane forman la productora Rana Films y ruedan el cortometraje “A la hora del café” un ambicioso proyecto de época en 35mm en la que Brauer junto a Mora Manzano trabajan como directores de arte, proyecto que debido a la falta de fondos en la etapa de posproducción se demoró varios años en ver la luz y no tuvo mayor repercusión.
En 2000 empieza un proyecto personal como productor, director y fotógrafo de un film documental inconcluso “ Grillos eléctricos” un retrato intimista sobre los sueños de los habitantes internos del Hospital Psiquiátrico San Lázaro. Cinta que fue abandonada luego del robo de más del 50 por ciento del pie taje de la misma. Tras un ciclo de frustraciones, Brauer colabora como asistente de dirección y fotógrafo de unidad para el documental “Ecuador vs el resto del mundo” de Pablo Mogrovejo. Documental que cuenta como luego de setenta años, la selección ecuatoriana de fútbol se encuentra a punto de clasificar,  por primera vez,  a una Copa Mundial . El documental sigue los acontecimientos del histórico día, 7 de noviembre de 2001, en que Ecuador vive la intensidad de un partido de fútbol. Desde un hospital psiquiátrico, hasta una cárcel pública, desde la cancha del estadio Atahualpa hasta una playa del Pacífico. Desde las calles de Nueva York a las autopistas de Miami, La emoción de una nación dispuesta a cambiar todas sus frustraciones por una sola ilusión: marcar el gol. Brauer decide donar parte del material rodado para su proyecto "Grillos eléctricos" para ser usado en este documental.

### Carrera
Luego de una larga etapa de exploración fotográfica en el año 2005 contrae matrimonio con  Lorena Cordero y emprenden un nuevo proyecto fotográfico "Amor Chatarra" con nuevas técnicas de experimentación, mezclando formatos análogos con digital. La unión de Brauer Cordero desemboca en una serie de proyectos fotográficos en los cuales su intima colaboración y la complicidad se vuelve evidente.
En el 2010 su publicación «Quito Profundo» fue el primer libro ecuatoriano de fotografía en 3D, por lo que se constituyó como una referencia importante para la historia de la fotografía en Ecuador. Las fotografías de «Quito Profundo» se muestran en museos coloniales como el de la Iglesia de la Compañía en Quito, Ecuador. A lo largo de su carrera como fotógrafo Brauer ha conseguido algunos reconocimientos a nivel internacional.  Desde 2007 hasta la fecha, ha sido galardonado con varias menciones de honor en los "IPA", uno de los concursos de fotografía más importantes del mundo. Su trabajo ha sido exhibido en prestigiosos museos y galerías, como el Museo de la Fundación de Comunicaciones Portuguesa en Lisboa, La Fábrica en Madrid, en el Museo Municipal de Arte en Puertollano - España, entre otros. 
Entre el 2009 y 2010 mientras Brauer trabajaba en la producción fotográfica de su libro “Quito Profundo”, filmó el documental “Resonancia” del músico y cineasta ecuatoriano Mateo Herrera el mismo que se estrenó en Ecuador en el festival de cine internacional EDOC 2012. Este documental retrata las pequeñas acciones que conforman el trabajo de un Lutier en la construcción de una guitarra. El resultado de estas pequeñas acciones es un milagro. Retrata la experiencia sensorial de una actividad casi hipnótica que es la construcción de un instrumento musical. El documental fue muy bien recibido por la crítica y el público en general, considerado por muchos cineastas y críticos ecuatorianos como una obra esencial para el cine ecuatoriano, sin embargo Resonancia no tuvo mayor repercusión en festivales. Por esta colaboración Brauer obtuvo un premio a la mejor fotografía en los premios Colibrí. (Evento que reconoce a las mejores creaciones audiovisuales en el Ecuador). Este trabajo llevó a que Brauer colaborar con Herrera en sus dos siguientes películas, una cinta tragicómica titulada “ Tinta Sangre “ y el documental “Panóptico ciego” que es una mirada a profundidad al ex penal Garcia Moreno vacío que permite que sus paredes hablen por sí mismas de una institucionalidad perversa y caduca. 
En el 2011 Brauer filma “ A estas alturas de la vida”  una película ecuatoriana dirigida por Manuel Calisto y Alex Cisneros, y protagonizada por ambos junto a Sonia Valdez.12 Se estrenó en salas de cine comercial el 23 de mayo de 2014.13 Es una película de suspenso y humor negro, realizada en blanco y negro. La película fue parte de la selección oficial en la edición 28 del Festival de Cine de Mar del Plata, en Argentina, donde estuvo nominada a la categoría de Competencia Latinoamericana.42
Entre el 2011 y el 2012 Brauer fotografió varias cintas entre las que destacan "Sed" de Joe Houlberg , el documental "La Bisabuela tiene Alzheimer" del director guayaquileño Iván Mora Manzano, "Instantes de campaña" de Tomás Astudillo, entre otras.
En el 2013 es llamado a colaborar con la directora Ana Cristina Barragán para rodar la película Alba, la cinta cuenta la historia de una niña de once años que pasa la mayor parte de su tiempo en silencio y le gustan los animales diminutos. Ha aprendido a convivir con la enfermedad de su mamá y en un momento dado nadie puede hacerse cargo y envían a la niña a vivir con un papá a quien no ha visto desde que tenía 3 años. La convivencia con su padre es casi insoportable. Este filme representó a Ecuador en los premios Óscar, aunque no fue nominada por la Academia, y ganó diversos premios en Europa.12 La película fue seleccionada durante su etapa de postproducción como una de las cinco mejores películas de Latinoamérica para ser presentada en el Festival de Cannes. También ganó el fondo Ibermedia.4 Se estrenó en la selección oficial del Festival internacional de Cine de Róterdam 2016, donde ganó el premio Lions Award.5 Obtuvo el premio FIPRESCI y el Prix Rail D’Oc, Prix des Cheminots en el Festival de Cine Latinoamericano de Toulouse67 y recibió una mención especial en el premio Horizontes del Festival de San Sebastián.8 Durante el 2017 participó en más de 30 festivales alrededor del mundo.9 Esta cinta se proyecto también en el museo de arte moderno de Nueva York MoMa  como parte de la muestra Cine latinoamericano "El estado del arte". Con esta película Brauer junto a Barragán logran una nominación al Camerimage 2017 y es candidata a mejor fotografía para los premios Platino 2017 por lo que Brauer es considerado como uno de los 20 directores de fotografá más destacados de Iberoamérica.
En 2014 se presentó en Variety como uno de los talentos más interesantes de Ecuador junto con el director Diego Araujo y el actor Víctor Aráuz con quienes en el 2016 filmaría la cinta Agujero Negro, la misma que se estrenó en lel 2018 en el marco oficial del festival de cine independiente de Buenos Aires BAFICI . Ese mismo año filma Cenizas , un drama intimista y el segundo largometraje del director Juan Sebastián Jácome.